# Defender (álbum)
Defender es el décimo álbum de estudio del guitarrista irlandés de blues rock Rory Gallagher, publicado en 1987 para el Reino Unido a través de su propio sello Capo Records junto a Demon Records y al año siguiente para los Estados Unidos. Para este trabajo añadió a su habitual estilo algunos toques del chicago blues y del country blues, sin embargo su sonido es similar a su anterior producción Jinx.
Para el listado de canciones fue grabado una versión de «Don't Start Me Talkin'», perteneciente a Sonny Boy Williamson II. En el año 2000 fue remasterizado y relanzado por Buddah Records, que incluyó «Seems to Me» y «No Peace for the Wicked» como pistas adicionales.
En 2005 fue certificado con disco de plata por la organización inglesa British Phonographic Industry, tras superar las 60 000 copias vendidas.

## Lista de canciones
Todas las canciones escritas por Rory Gallagher, a menos que se indique lo contrario.

| N.º | Título                               | Escritor(es)            | Duración |  |
| 1.  | «Kickback City»                      |                         | 4:51     |  |
| 2.  | «Loanshark Blues»                    |                         | 4:29     |  |
| 3.  | «Continental Op (To Dashiell Hamet)» |                         | 4:34     |  |
| 4.  | «I Ain't No Saint»                   |                         | 5:00     |  |
| 5.  | «Failsafe Day»                       |                         | 4:25     |  |
| 6.  | «Road to Hell»                       |                         | 5:31     |  |
| 7.  | «Doing Time»                         |                         | 4:08     |  |
| 8.  | «Smear Campaign»                     |                         | 4:49     |  |
| 9.  | «Don't Start Me Talkin'»             | Sonny Boy Williamson II | 3:37     |  |
| 10. | «Seven Days»                         |                         | 5:15     |  |

| Pistas adicionales en reedición CD de 2000 |                           |          |  |
| N.º                                        | Título                    | Duración |  |
| 11.                                        | «Seems to Me»             | 4:54     |  |
| 12.                                        | «No Peace for the Wicked» | 4:06     |  |

## Músicos
- Rory Gallagher: voz, guitarra eléctrica y armónica
- Gerry McAvoy: bajo
- Brendan O'Neill: batería

Músicos invitados
- John Cooke: teclados
- Lou Martin: piano en «Seven Days»
- Bob Andrews: piano en «Don't Start Me Talikn'»
- Mark Feltham: armónica en «Don't Start Me Talkin'»